# Министерство информации Республики Беларусь
Министерство информации Республики Беларусь (бел. Міністэрства інфармацыі Рэспублікi Беларусь) — республиканский орган государственного управления, формирующий и реализующий государственную политику в сфере СМИ, книгоиздания, полиграфии и книгораспространения. Министерство информации подчиняется Совету министров Республики Беларусь. На Мининформ возложена функция государственного регулирования в области передачи и распространения информации в Республике Беларусь.

## История
Министерство информации Республики Беларусь существовало дважды — в 1992—1994 годах и с 2001 года. 10 января 1992 года Верховный Совет Республики Беларусь создал министерство на базе двух упразднённых госкомитетов — по телевидению и радиовещанию и по печати. 11 февраля 1992 года Совет Министров передал министерству Телеграфное агентство и Главное управление по охране государственных тайн в печати и других СМИ (бывший Главлит БССР). 14 марта 1994 года Совет Министров упразднил министерство, организовав Министерство культуры и печати Республики Беларусь.
В соответствии с Указом Президента Республики Беларусь от 24.09.2001 № 516 «О совершенствовании системы республиканских органов государственного управления и иных государственных организаций, подчинённых Правительству Республики Беларусь» Государственный комитет Республики Беларусь по печати преобразован в Министерство информации Республики Беларусь, на которое возложена функция государственного регулирования в области передачи и распространения информации.
Постановлением Совета Министров Республики Беларусь от 23 января 2024 года № 47 государственное учреждение «Национальная книжная палата Беларуси» из подчинения Министерства информации Республики Беларусь передано в подчинение Министерства культуры Республики Беларусь.

## Структура
Министерство подразделяется на пять управлений и три отдела:
- Управление правовой и кадровой работы;
- Управление печатных СМИ и внешних связей;
- Управление электронных СМИ;
- Управление издательской деятельности и торговли;
- Управление контроля и делопроизводства;
- Отдел производственно-технического развития;
- Финансово-экономический отдел;
- Отдел бухгалтерского учета и контрольной работы.

## Задачи
Согласно положению о Министерстве информации Мининформ имеет следующие основные задачи:
- реализация государственной политики в сфере массовой информации, издательской, полиграфической деятельности, деятельности по распространению печатных изданий и продукции средств массовой информации, регулирование, управление и координация деятельности других республиканских органов государственного управления, местных исполнительных и распорядительных органов в этой сфере;
- разработка и осуществление мероприятий, направленных на реформирование, динамичное развитие экономики в сфере массовой информации, издательской, полиграфической деятельности, деятельности по распространению печатных изданий и продукции средств массовой информации;
- проведение на основе международных договоров согласованной политики с соответствующими органами государств — участников Содружества Независимых Государств, Евразийского экономического сообщества в сфере массовой информации, издательской, полиграфической деятельности, деятельности по распространению печатных изданий и продукции средств массовой информации;
- организация и развитие международного сотрудничества в сфере массовой информации, издательской, полиграфической деятельности, деятельности по распространению печатных изданий и продукции средств массовой информации;
- формирование культуры массовой информации, укрепление правовых и профессиональных основ деятельности средств массовой информации, организаций и индивидуальных предпринимателей, осуществляющих издательскую и полиграфическую деятельность, деятельность по распространению печатных изданий и продукции средств массовой информации;
- совершенствование системы управления в сфере массовой информации, издательской, полиграфической деятельности, деятельности по распространению печатных изданий и продукции средств массовой информации;
- разработка в соответствии с законодательством инвестиционных проектов и их реализация.

## Руководство
- Министр — Марков, Марат Сергеевич (с 13 июня 2024)
- Первый заместитель министра — Кунцевич, Андрей Михайлович (с 5 апреля 2021).

### Бывшие министры информации
- Бутевич, Анатолий Иванович (1992—1994; 1994—1996 — как министр культуры и печати);
- Подгайный, Михаил Васильевич (1997—2001 — как председатель Государственного комитета по печати; 2001—2003);
- Русакевич, Владимир Васильевич (2003—2009);
- Пролесковский, Олег Витольдович (2009—2014);
- Ананич, Лилия Станиславовна (2014—2017);
- Карлюкевич, Александр Николаевич (2017—2020).
- Луцкий, Игорь Владимирович (4 июня 2020 — 5 апреля 2021)
- Перцов, Владимир Борисович (5 апреля 2021 — 8 апреля 2024).